# Карныш (деревня)
Карныш — деревня в Никольском районе Вологодской области.
Входит в состав Краснополянского сельского поселения (с 1 января 2006 года по 1 апреля 2013 года входила в Полежаевское сельское поселение), с точки зрения административно-территориального деления — в Полежаевский сельсовет.
Расстояние до районного центра Никольска по автодороге — 20 км. Ближайшие населённые пункты — Красное Зведение, Молодёжный, Бутова Курья.
По переписи 2002 года население — 91 человек (41 мужчина, 50 женщин). Всё население — русские.